# Władimir Safonow
Władimir Michajłowicz Safonow (ros.: Владимир Михайлович Сафонов; biał.: Уладзімір Міхайлавіч Сафонаў, Uładzimir Michajławicz Safonau; ur. 13 listopada 1948 w Omsku) – radziecki oraz rosyjski hokeista. Trener i działacz hokejowy. Posiada także obywatelstwo białoruskie.
Jego syn Igor (ur. 1990) także został hokeistą i trenerem hokejowym.

## Życiorys

### Kariera zawodnicza
- Kauczuk Omsk (do 1972)

Był zawodnikiem Kauczka Omsk w rodzinnym mieście (1970, 1971, 1972). Kontynuatorem zespołu jest obecnie Awangard Omsk.
Grał w ligach radzieckich. Wraz z reprezentacją ZSRR do lat 20 wystąpił na mistrzostwach świata juniorów do lat 20 w 1979 zdobywając złoty medal.

### Kariera trenerska
- Reprezentacja ZSRR do lat 18 (1982), asystent trenera
- Dynama Mińsk (lata 80.), sztab
- SKIF-SzWSM Mińsk (lata 80.), sztab
- Cracovia (1989-1991), I trener
- Dynama Mińsk (1991-1992), I trener
- Reprezentacja Białorusi (1992), I trener
- Reprezentacja Polski (1994-1996), I trener
- Reprezentacja Polski do lat 20 (1994-1996), I trener
- Dinamo-Eniergija Jekaterynburg (2000-2002), I trener
- Reprezentacja Białorusi (2002-2003), asystent trenera
- Białoruski Związek Hokejowy (2002-2005), dyrektor ds. szkolenia
- Gazowik Tiumeń (2003-2004), I trener
- Liepājas Metalurgs (2004-2005), I trener
- Kapitan Stupino (2005-2007), I trener
- Łokomotiw Jarosław (do 2009), asystent trenera
- Szachcior Soligorsk (2009)
- Reprezentacja Białorusi do lat 18 (2008-2010), I trener
- Atłant Mytiszczi (2010), kierownik selekcji
- Reprezentacja Białorusi do lat 12 (2011-2012), menedżer generalny
- Reprezentacja Białorusi (od 2011), menedżer generalny

Pracował jako asystent Witalija Jerfiłowa, trenera kadry ZSRR do lat 18 na przełomie lat 70. i 80. XX wieku, w tym na mistrzostwach Europy do lat 18 w 1982. W latach 1989–1991 po raz pierwszy pracował w Polsce i prowadził Cracovię. W tym czasie przeniósł się do Białoruskiej SRR, gdzie pracował w sztabie Dynama Mińsk i SKIF-SzWSM Mińsk. Następnie w niepodległej Białorusi krótko prowadził kadrę tego kraju jako jej pierwszy selekcjoner w historii. Następnie w lipcu 1994 został szkoleniowcem reprezentacji Polski i jednocześnie głównym trenerem w Szkole Mistrzostwa Sportowego w Sosnowcu. Selekcjonerem kadry Polski był przez dwa lata, w tym na turniejach mistrzostw świata w 1995 i 1996 zajmując z nią odpowiednio trzecie i piąte miejsce w Grupie B. Równolegle na bazie SMS prowadził kadrę Polski do lat 20, wraz z którą na turnieju mistrzostw świata Grupy B w 1996 uzyskał awans do Grupy A (był to ostatni występ Polski w juniorskiej hokejowej elicie do czasów obecnych). Do dziś jest jednym z trzech rosyjskich trenerów kadry Polski (przed nim Anatolij Jegorow i Igor Zacharkin).
Od 2002 do 2005 był przewodniczącym Rady trenerów Białoruskiej Federacji Hokeja na Lodzie (w 2002 selekcjonerem tamtejsze kadry został Władimir Krikunow); wówczas koordynował także rozwój hokeistów w wieku 15, 16 i 17. Później pracował w klubach rosyjskich, w tym jako jeden z trenerów i skaut w Łokomotiwie Jarosław. Do 2009 pracował także równolegle w Szachciorze Soligorsk. Od tego czasu ponownie jest zatrudniony w Białoruskiej Federacji Hokeja na Lodzie. W połowie 2009 został szkoleniowcem reprezentacji Białorusi do lat 18, a jednocześnie koordynatorem grup młodszych. Później został mianowany do funkcji menedżera generalnego reprezentacji Białorusi. Pełnił ją podczas turnieju 2012, a na turnieju 2013 był w składzie ekipy. Równolegle w czerwcu 2010 został mianowany kierownikiem selekcji w klubie Atłant Mytiszczi.
W sierpniu 2017 został mianowany dyrektorem SDJuSzoR w ramach klubu Junost' Mińsk.

## Sukcesy
Trenerskie
- Brązowy medal mistrzostw Europy juniorów do lat 18: 1982 z ZSRR
- Złoty medal Zimowej Spartakiady Narodów ZSRR: 1986 z Białoruską SRR[26]
- Awans do mistrzostw świata do lat 20 grupy A: 1996 z Polską